# 圣墓广场
45°27′46.79″N 9°11′6.35″E / 45.4629972°N 9.1850972°E
圣墓广场（Piazza San Sepolcro）是意大利米兰市中心的一个广场，距离主教座堂广场不远处。

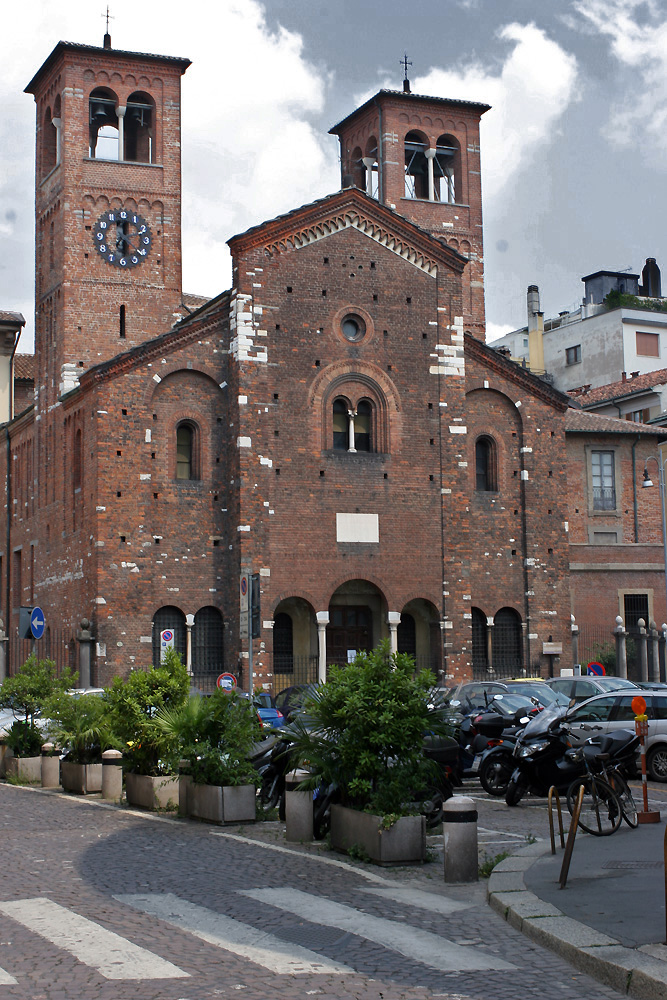
圣墓堂

1919年3月23日，贝尼托·墨索里尼在此广场成立“意大利战斗法西斯”（Fasci italiani di combattimento）。参与者被称为“sansepolcristi”，在法西斯政权时期享有特权，1939年法令又对此进行重申和加强。此广场上还有伦巴第工业协会。
这个广场是从1921年至1924年是国家法西斯党全国总部所在地，自1943年至1945年为共和国法西斯党总部。